# Internationaler Visegrád-Tag
Der Internationale Visegrád-Tag wird jährlich am 15. Februar auf Initiative des internationalen Visegrád-Fonds und zusammen mit öffentlich-rechtlichen Medien der Länder der Visegrád-Gruppe (polnisches Fernsehen, polnischer Rundfunk, tschechisches Fernsehen, tschechischer Rundfunk, slowakischer Rundfunk und Fernsehen, ungarischer Medien-Service-Support und Asset Management Fonds – MTVA) gefeiert. Er ist auf der Grundlage der Vereinbarung über die Zusammenarbeit zwischen den öffentlich-rechtlichen Medienorganisationen aus den Ländern der Visegrád-Gruppe im Bereich der multilateralen Kooperation zwischen den Medien, die am 18. Juni 2015 unterschrieben wurde, gegründet.
Der Tag erinnert an das Treffen der Präsidenten von Polen (Lech Wałęsa), der Tschechoslowakei (Václav Havel) und Ungarn (József Antall), das am 15. Februar 1991 auf dem Schloss (Obere Burg) der ungarischen Stadt Visegrád stattfand.
Das Ziel des Tages ist, die historischen und sozialen Verbindungen der Bürger und der Institutionen in Polen, Tschechien, Slowakei und Ungarn zu unterstreichen und ihre gegenwärtige Zusammenarbeit zu fördern. Die öffentlich-rechtlichen Medien aus der Visegrád-Gruppe feiern diesen Tag bei der Ausstrahlung verschiedener Programme, die die Zusammenarbeit zwischen diesen vier Ländern und die häufig auftretenden gemeinsamen Probleme vorstellen.
Der erste Visegrád-Tag wurde am 15. Februar 2016, dem 25. Jahrestag des Treffens der Präsidenten von Polen, der Tschechoslowakei und Ungarn im Jahr 1991, gefeiert.